# Władysław Mieczysław Kozłowski
Władysław Mieczysław Kozłowski, (ur. 5 listopada?/17 listopada 1858 w Kijowie, zm. 25 kwietnia 1935 w Konstancinie koło Warszawy) – polski filozof, socjolog, historyk, botanik i wolnomularz.

## Życie
Pochodził ze szlacheckiej rodziny pieczętującej się herbem Lis. Jego ojciec był bibliotekarzem Uniwersytetu Kijowskiego, należącym do organizacji dążącej do zniesienia pańszczyzny .

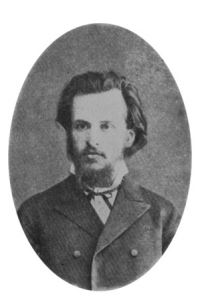
Władysław Mieczysław Kozłowski podczas pobytu na Syberii (1886).

Kozłowski ukończył gimnazjum w Nowoczerkasku (1876) i zaczął studia medyczne na Uniwersytecie w Kijowie. W tym okresie zaczął interesować się też botaniką i filozofią przyrody, oraz uwikłał się w działalność rewolucyjną. Studia zostały przerwane aresztowaniem (1880) i zesłaniem na Syberię. W 1883 sąd w Irkucku skazał go na bezterminowy pobyt na Syberii z pozbawieniem wszelkich praw. Ze zsyłki powrócił w 1889 w wyniku amnestii .
W 1890 na podstawie pracy Vergleichende Anatomie der Gattung Ephedra uzyskał tytuł kandydata nauk z botaniki na Uniwersytecie w Dorpacie, a następnie wyjechał do Warszawy. Nawiązał kontakt z czasopismem Wszechświat i przez kilka lat redagował dział botaniczny Wielkiej encyklopedii ilustrowanej. Zbliżył się do środowiska pozytywistów warszawskich związanych z czasopismem Prawda . Wykładowca Uniwersytetu Latającego w Warszawie.
W 1892 wyjechał do Dublan w Galicji, gdzie został zatrudniony jako asystent w Katedrze Botaniki Wyższej Szkoły Rolniczej, a później jako demonstrator przy Katedrze Chemii Rolniczej i Fizjologii Roślin Studium Rolniczego Uniwersytetu Jagiellońskiego. Wyjechał do Stanów Zjednoczonych, gdzie w latach 1896-1898 był lektorem wśród polonii. W 1899 obronił na Uniwersytecie Jagiellońskim doktorat z filozofii pt. O zasadniczych twierdzeniach wiedzy przyrodniczej w zaraniu filozofii greckiej. W 1900 na Uniwersytecie Jana Kazimierza we Lwowie obronił pracę habilitacyjną z filozofii pt. Psychologiczne źródła niektórych zasadniczych praw przyrody, jednak minister oświaty w Wiedniu z powodów politycznych nie zatwierdził jego habilitacji .
W latach 1900–1934 był stałym uczestnikiem Międzynarodowych Kongresów Filozofii. W 1901 został wykładowcą na Université Nouvelle w Brukseli. Uzyskał też venia legendi na podstawie pracy La psychogenèse de l'étendu  i wykładał jako mâitre de conférences na Uniwersytecie Genewskim. Następnie wykładał też École des hautes études en sciences sociales w Paryżu. W 1903 wyjechał po raz drugi do Stanów Zjednoczonych, a w 1904 na zaproszenie Polskiego Towarzystwa Filozoficznego przyjechał z cyklem wykładów na temat filozofii współczesnej do Lwowa. Zmieniona w wyniku rewolucji 1905 sytuacja w Królestwie Kongresowym pozwoliła mu przyjechać do Warszawy. W latach 1906–1918 był członkiem Towarzystwa Kursów Naukowych, od 30 XII 1908 do 14 XII 1909 także członkiem Zarządu TKN. Był także dziekanem Wydziału Humanistycznym TKN (1908-1916) na którym w latach 1906-1916 prowadził wykłady z historii filozofii od starożytności do Oświecenia a także podstawy filozofii współczesnej. Wykładał również logikę i metodologię nauk.
W 1910 Kozłowski wygłosił cykl wykładów na temat pragmatyzmu, a w 1912 napisał rozprawę konkursową, za którą otrzymał nagrodę paryskiej Akademii Nauk Moralnych i Politycznych. Po odzyskaniu przez Polskę niepodległości wziął udział w organizacji szkolnictwa wyższego. Został zastępcą profesora Katedry Teorii i Metodologii Nauk Przyrodniczych i Humanistycznych na Wydziale Filozofii Uniwersytetu Poznańskiego. W 1921 został profesorem zwyczajnym. Był założycielem i pierwszym prezesem Poznańskiego Towarzystwa Filozoficznego, oraz członkiem Komisji Filozoficznej Poznańskiego Towarzystwa Przyjaciół Nauk .
Zaczął się interesować socjologią i w 1928, po pozytywnej opinii Lévy-Bruhla, otrzymał główną nagrodę Akademii Nauk Moralnych i Politycznych w Paryżu. W 1928 przeszedł na emeryturę, prowadząc nadal aktywne życie naukowe, prowadząc liczne wykłady i wydając prace. Był członkiem m.in. Międzynarodowego Instytutu Socjologii w Paryżu, Société française de philosophie  w Paryżu. Należał też do wolnomularstwa. Kozłowski działał na rzecz poprawy relacji polsko-czeskich, zajmował się też filozofią czeską. Był twórcą i pierwszym prezesem Towarzystwa Polsko-Czechosłowackiego .

## Twórczość
Twórczość Kozłowskiego jest bardzo bogata i różnorodna. Obejmuje kilkaset prac o tematyce botanicznej, filozoficznej, socjologicznej i historycznej. W jej skład wchodzą zarówno prace naukowe, jak i popularyzatorskie czy publicystyczne. Jest też autorem wielu przekładów z języka francuskiego, niemieckiego i angielskiego .

### Filozofia
W filozofii Kozłowski ulegał wielu wpływom, a poszczególne stanowiska nie zawsze łączone były w sposób spójny. Początkowo inspirował się pozytywizmem, z czasem jednak od niego odszedł, krytykując go za dogmatyzm i przestarzałość. Krytyka dokonywana była pod wpływem neokantyzmu i pragmatyzmu. W oparciu o pragmatyzm (którego był wczesnym zwolennikiem w kontynentalnej Europie), proponował swoistą koncepcję "filozofii polskiej", nawiązującej do romantyzmu, lecz bez jego religijnych elementów .

## Upamiętnienie
W 1996 roku do Biblioteki Poznańskiego Towarzystwa Przyjaciół Nauk trafił w darze jego księgozbiór liczący około 1400 woluminów (dar przekazany przez Stanisława Lisa-Kozłowskiego).

## Dzieła
Najpełniejsza bibliografia dzieł Kozłowskiego została opracowana w: B.J. Gawecki, Władysław Mieczysław K.1838-1935, Wrocław 1961. Brak numerów stron w książce .

### Beletrystyka
- 1903 Rycerz wolności : (Kazimierz Pułaski): szkic do powieści historycznej,

### Książki naukowe i popularnonaukowe
- 1893 Dekadentyzm współczesny i jego filozofowie (Bourget i Nietzsche), Warszawa,
- 1894 Życie rośliny, Warszawa,
- 1895 Klasyfikacja umiejętności ze stanowiska potrzeb wykształcenia ogólnego, Warszawa,
- 1899 Historja naturalna: zoologja, botanika, mineralogja, gieologja według Bargiego, Lakowitza i innych, Warszawa,
- 1900 Co i jak czytać?: wykształcenie samego siebie i czytelnictwo metodyczne, Warszawa,
- 1900 Szkice filozoficzne, Warszawa,
- 1902 Z haseł umysłowości współczesnej: (szkice publicystyczne), Kraków,
- 1902 Jak jest za oceanem : urządzenia państwowe i życie społeczne Stanów Zjednoczonych Ameryki Północnej, Warszawa,
- 1903 Zasady przyrodoznawstwa w świetle teorii poznania, Warszawa,
- 1904 Dekadentyzm współczesny. Jego geneza i filozofia (Fryderyk Nietzsche), Warszawa,
- 1906 Wykłady z filozofii współczesnej, Lwów,
- 1907 Autonomia Królestwa Polskiego (1815- 1831), Warszawa,
- 1908 Budowa i życie rośliny: wykład botaniki dla szkół wyższych i samouków, Warszawa,
- 1909 Przyrodoznawstwo i filozofia, Warszawa,
- 1909 Rok 1843. Obrazy z dziejów Polski, Warszawa,
- 1909 Jak czytać utwory piękna: literatura piękna, jako źródło wykształcenia, Warszawa,
- 1910 Historya filozofii w XIX wieku: od początku tego stulecia do chwili bieżącej, Warszawa,
- 1910 Historya filozoficzna powstania i rozwoju idei podstawowych umysłowości współczesnej, Warszawa,
- 1910 Historya rewolucyi francuskiej: według Aularda, Carnota, Baxa i innych, Warszawa,
- 1912 Budowa i życie rośliny: wykład botaniki dla szkół wyższych i samouków, Warszawa,
- 1913 Systemat wiedzy i klasyfikacya nauk jako wstęp do wykształcenia ogólnego, Warszawa,
- 1916 Podstawy logiki czyli zasady nauki, Warszawa,
- 1918 Krótki zarys logiki wraz z elementami ideografii logicznej, Warszawa,
- 1920 Powstanie wielkopolskie w roku 1848. Zarys historyczny, Warszawa.

### Tłumaczenia
- 1894 Lucien Gerardin, Botanika ogólna, Warszawa,
- 1894 Albert Sattler, Fizyka, Warszawa,
- 1895 Richard Falckenberg, Historia filozofii nowożytnej, Warszawa,
- 1896 Albert Bernhard Frank, Wykład fizjologii roślin, Warszawa,
- 1899 Immanuel Kant, Marzenia jasnowidzącego objaśnione przez marzenia metafizyki, Warszawa,
- 1900 W.L. Sheldon, Ruch etyczny, Warszawa,
- 1901 Théodule-Armand Ribot, Współczesna psychologia niemiecka, Warszawa,
- 1902 Georg Simmel, Zagadnienia filozofii dziejów, Warszawa,
- 1903 Rochard Clarke Cabot, Dyskusya wojownicza i poszukiwanie prawdy, Warszawa,
- 1903 Wilhelm Wundt, Wstęp do filozofii, Warszawa,
- 1905 Richard Claverhouse Jebb, Historya literatury greckiej, Warszawa, [w: Podstawy wykształcenia współczesnego],
- 1905 Edward August Freeman, Polityka wyrównawcza, czyli instytucje polityczne Greków, Rzymian i Germanów,[w: Podstawy wykształcenia współczesnego, t, 11],
- 1906 William Basil Worsfold, O sądzie w literaturze, Warszawa, [w: Podstawy wykształcenia współczesnego t. 10],
- 1907 Alexis de Tocqueville, Dawne rządy i rewolucja, Warszawa, [w: Podstawy wykształcenia współczesnego],
- 1911 Ellick Morn, Zbudź się i walcz, Warszawa,
- 1911 William James, Dylemat determinizmu, Warszawa,
- 1911 William James, Pragmatyzm, Warszawa,
- 1914 Giuseppe Peano, Interlingua, "Myśl i Życie",
- 1915 John Locke, O rozumie ludzkiem, t.1, Warszawa,
- 1922 Jean de La Bruyère, Kobiety. Serce,
- 1931 Tomáš Masaryk, Rewolucja światowa, cz. 1-3, Warszawa.